# WISE 0359-5401
WISE 0359-5401 är en ensam stjärna belägen i den norra delen av stjärnbilden Rombiska nätet. Den har en lägsta skenbar magnitud av ca 22,20 och kräver ett teleskop med kamera för att kunna observeras. Baserat på parallaxmätning  på ca 73,6 mas, beräknas den befinna sig på ett avstånd på ca 44 ljusår (13,6 parsek) från solen, även om tidigare den trigonometriska parallaxen för WISE 0359−5401 visat 0,145 ± 0,039 bågsekund, vilket motsvarar ett direkt inversionsavstånd på 6,9 +2,5−1,5 parsek eller 22,5 +8,3−4,8 ljusår.

## Observation
WISE 0359−5401 upptäcktes 2012 av J. Davy Kirkpatrick et al. från data som samlats in av Wide-field Infrared Survey Explorer (WISE) i infraröda bandet vid en våglängd av 4,6 μm, vars uppdrag varade från december 2009 till februari 2011. År 2012 publicerade de en artikel i The Astrophysical Journal, där de presenterade upptäckten av sju nya bruna dvärgar av spektraltyp Y funna av WISE, bland vilka också fanns WISE 0359−5401.

## Egenskaper

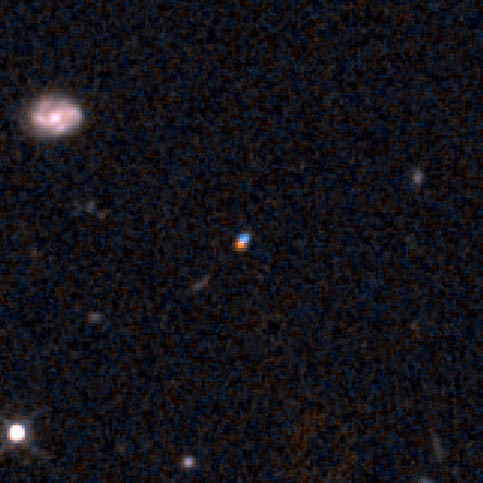
WISE 0359−5401 sett av Hubble Space Telescope.
Foto: NASA/ESA Hubble Space Telescope

WISE 0359-5401 är en brun dvärgstjärna av spektralklass Y0. Den har en massa som är ca 14 Jupitermassor, en radie på ca 0,94 Jupiterradie och har en effektiv temperatur av ca 470 K.
I juni 2023 blev WISE 0359−5401 den första Y-dvärgen med en spektral energifördelning mätt med JWST. Detta inkluderar ett spektrum taget av NIRSpec och MIRI LRS vid 1 till 12 μm, samt MIRI-fotometri vid 15, 18 och 21 μm. Molekylerna vatten (H2O), metan (CH4), kolmonoxid (CO), koldioxid (CO2) och ammoniak (NH3) noterades i WISE 0359−5401. Metan är den huvudsakliga reservoaren för kol, men det finns tillräckligt med kol för påvisbar kolmonoxid och koldioxid. Studien mätte också en temperatur på 467 K.